# Филимонова, Маргарита Юрьевна
Маргарита Юрьевна Филимонова (род. 18 мая 1992) — российская футболистка, защитница.

## Биография
На профессиональном уровне выступала за клуб «Мордовочка». В сезоне 2011/12 играла за резервный состав клуба в молодёжном первенстве, в 2012 году переведена в основной состав. Дебютный матч в высшем дивизионе России сыграла 23 августа 2012 года против «Измайлово», проведя на поле все 90 минут. Всего в высшей лиге сыграла 4 матча, все — в сезоне 2012/13.
После завершения профессиональной карьеры выступала на любительском уровне за клуб «Олимп» (Ковылкино). Работала в качестве линейного судьи на матчах юношеских команд.
Училась в МГПИ им. Евсевьева на факультете физической культуры, признавалась лучшим спортсменом своего вуза в 2014 году.